# Epanalepsis
Een epanalepsis is een stijlfiguur die vooral door de Griekse geschiedschrijver Herodotos werd gebruikt. De stijlfiguur bestaat eruit dat een bepaald werkwoord in een tekst een aantal regels, of zelfs vele alinea's verder (soms bijna letterlijk) wordt herhaald. Het volgt dan vaak na een digressie (uitweiding).

## Voorbeelden

### Voorbeeld 1
(...) ἐς ὃ διεξελθόντες ταύτην ἐς τὴν ἔρημον ἀπικοντο. Ἡ δ᾽ἔρημος αὕτη...
(...)
Ἐπεὶ ὦν ὁ Δαρεῖος ἦλθε ἐς τὴν ἔρημον (...)
Vertaling
(...) totdat ze, na hierdoorheen getrokken te zijn, in de woestijn aankwamen.
Die woestijn nu...
(...)
Toen Darius dus in de woestijn gekomen was (...)
Herodotus, Historiae 4.123-124
Epanalepsis kan ook verwijzen naar de stijlfiguur waarbij het eerste woord (of de eerste woorden) van de zin of vers op het einde ervan wordt herhaald. (Zie ook geminatio).
Vaker wordt hiervoor echter de term "Kop-staartconstructie" gebruikt.
Bij deze constructie is meestal het werkwoord de ene keer persoonsvorm van de hoofdzin, de tweede keer van de bijzin. Daardoor verandert dus telkens de vorm.

### Voorbeeld 2
Herodotos, HistoriënΟὑτος δη ὠν ὁ Κανδαυλης ἠρασθη της ἑωυτου γυναικος, ἐρασθεις δε ἐνομιζε οἱ εἰναι γυναικα πολλον πασεων καλλιστην. Ὡστε δε ταυτα ἐνομιζων, ...
vertalingDus die Kandaules werd verliefd op zijn eigen vrouw, en verliefd geworden meende hij dat zijn vrouw de mooiste was van alle vrouwen. Omdat hij dat meende, ... De eerste vorm is indicatief, de tweede is een participium.

## Gebruik
Door gebruik te maken van epanalepsis en de kop-staartconstructie brengt de auteur structuur in zijn verhaal. Hij kan dit ook gebruiken om terug te verwijzen naar een voorgaand feit om het belang van de rol van dat feit in het verhaal te benadrukken. Soms kan het ook impliceren dat er een climax zal volgen in het verhaal.